# Scuola teologica di Seleucia
La Scuola teologica di Seleucia è stata un'istituzione educativa cristiana con sede a Seleucia al Tigri, sulla riva destra del fiume. Seleucia al Tigri era la sede storica della Chiesa siriaca orientale. Dall'altra parte del fiume Tigri sorgeva Ctesifonte, la capitale dell'impero persiano. Fu attiva dal VI all'VIII secolo d.C.
L'istituzione è peculiare per due motivi: 
1. sorse e prosperò nel periodo in cui tutta la Mesopotamia (a maggioranza cristiana) era sotto l'impero persiano, la cui casa regnante professava lo zoroastrismo;
2. a differenza delle scuole catechetiche cristiane, quella di Seleucia non fu dipendente da monasteri o da altre istituzioni religiose.

## Storia
Secondo gli studi dello storico francese Jean Maurice Fiey (1914–1995), vi era già una scuola teologica a Seleucia al tempo del patriarca Acacio (485-495/6). È noto che Acacio insegnò a Seleucia dopo aver lasciato la Scuola di Edessa: questo per Fiey è la prova che la scuola esistesse già alla fine del V secolo. Lo storico conclude che la scuola di Acacio fu rifondata durante il ministero episcopale di Aba.
Secondo William Ainger Wigram l'istituzione avrebbe un'origine più anteriore: sarebbe stata fondata da Babowai, il predecessore di Acacio sulla cattedra di Seleucia (457–484). Acacio sarebbe stato il primo rettore, mentre spetterebbe a Mar Aba la creazione della biblioteca. È presumibile che la Scuola di Seleucia avesse contatti culturali anche con la scuola di Nisibi, rilevabili da influenze reciproche nei testi prodotti dai due centri.
La Scuola teologica di Seleucia fu fondata, secondo la Cronaca di Seert, da Mār Ābhā (540-552), buon conoscitore della lingua greca, il quale aveva viaggiato in Palestina, Egitto, Grecia, Elam e Persia. Mār Ābhā fondò la scuola nel luogo in cui aveva sconfitto un pensatore zoroastriano in una disputatio.
Sempre secondo la Cronaca di Seert, l'istituzione fu rimessa in funzione dal patriarca Ezechiele (567-581). La notizia secondo cui un direttore della Scuola, Ishai, prese parte alla selezione del nuovo primate della Chiesa siriaca orientale, attesta il prestigio raggiunto dall'istituzione.
Un altro episodio che conferma l'importanza della Scuola di Seleucia avvenne verso l'anno 600. L'imperatore romano Maurizio († 602) inviò a Ctesifonte il vescovo di Calcedonia Maruta per portare un'ambasciata al re sasanide Cosroe II. Ctesifonte, capitale dell'impero sasanide, sorgeva sulla riva destra del fiume Tigri, di fronte a Seleucia. Conclusa la missione, anche il decano della Scuola, Bokhtisho, lo ricevette. Dopo averlo presentato ad alcuni studenti della scuola, che accolsero i suoi doni, Bokhtisho lo invitò ad ascoltare alcune lezioni. L'imperatore Maurizio aveva approvato una legge che introduceva la libertà di culto dei monofisiti e abrogava il precedente obbligo di adesione alla religione ufficiale cristiana per coloro che rigettavano i dogmi del Concilio di Calcedonia.
 L'accoglienza di un alto dignitario della corte imperiale è un'ulteriore prova della centralità della Scuola di Seleucia presso i fedeli cristiani nell'impero sasanide.
Tra il 642 e il 644 gli arabi conquistarono l'Impero sasanide ed annessero la Mesopotamia al Califfato dei Rashidun. Il patriarca Ishoyahb III (649–659), che si era formato a Nisibi, cercò di trasferire parte della sede di Seleucia nel monastero di Beth Abe, probabilmente per proteggerlo da eventuali attacchi.
Gabriele Arya, un esegeta biblico, insegnò a Seleucia a cavallo fra la fine del VII e l'inizio dell'VIII secolo. Furono suoi allievi i patriarchi Hnan-Isho I (686-700) e Aba II (742-753). Gabriele è noto per aver scritto commentari biblici e opere filosofiche per il patriarca Aba II. Quest'ultimo ebbe una diatriba con altri esponenti della gerarchia ecclesiastica sul modo di gestire l'istituto.

Quando il patriarcato della Chiesa siriaca orientale venne trasferito a Baghdad, nel IX secolo, anche la scuola venne trasferita nella nuova sede.

## Alunni e docenti illustri
- Patriarca Aba II, allievo[1]
- Patriarca Acacio, probabilmente membro del corpo docente (alla fine del V secolo)[1]
- Ciro di Edessa, decano nella prima metà del VI secolo
- Bokhtisho, decano nel 600 d.C.[1]
- Gabriel Arya, docente alla fine del VII secolo[1]
- Gregorio di Kashkar, ex allievo della scuola nisibita e poi divenuto arcivescovo di Nisibi nel 596, studiò il Libro dei Salmi a Seleucia[1]
- Patriarca Gregorio, maestro di esegesi biblica (intorno al 605)[5]
- Patriarca Hnan-Isho I, allievo alla fine del VII secolo[1]
- Ishai, decano alla fine del VI secolo[1]
- Ramisho l'Interprete, docente alla fine del VI secolo[6]
- Tito di Hdatta, allievo.[1]